# Mahbubnagar
Mahbubnagar (o Mahabubnagar, Mahboobnagar) è una città dell'India di 130.849 abitanti, capoluogo del distretto di Mahbubnagar, nello stato federato del Telangana. In base al numero di abitanti la città rientra nella classe I (da 100.000 persone in su).

## Geografia fisica
La città è situata a 16° 43' 60 N e 77° 58' 60 E e ha un'altitudine di 497 m s.l.m..

## Società

### Evoluzione demografica
Al censimento del 2001 la popolazione di Mahbubnagar assommava a 130.849 persone, delle quali 67.019 maschi e 63.830 femmine. I bambini di età inferiore o uguale ai sei anni assommavano a 16.302, dei quali 8.301 maschi e 8.001 femmine. Infine, coloro che erano in grado di saper almeno leggere e scrivere erano 96.278, dei quali 53.686 maschi e 42.592 femmine.